# 満珠島・干珠島
満珠島・干珠島（まんじゅしま・かんじゅしま）は、山口県下関市長府沖、瀬戸内海（周防灘）中の2つの無人島であり、原生林が満珠樹林・干珠樹林として国指定の天然記念物となっている。

## 概略
忌宮神社の飛び地境内であり、祭神の神功皇后が住吉大神の化身である龍神から授けられた二つの玉、潮干珠（しおひるたま）・潮満珠（しおみつるたま）から生まれたという伝説がある島。また、彦火火出見尊が海神より授かった潮満瓊（しおみつたま）と潮涸瓊（しおひのたま）を両島に納めたという伝説もある。
二島は至近距離にあり、伝説ではどちらが満珠島か干珠島かはっきりしていないが、忌宮神社では沖の大きい方を満珠島、岸に近い小さい方を干珠島と呼んでいる。土地台帳と天然記念物指定文書では沖側の島が干珠、国土地理院の地図や海図、国立公園指定では岸に近い側の島が干珠となっており、公式にも定かではない。
源平合戦最後の決戦である壇ノ浦の戦いで、源義経率いる源氏軍が拠点とした。
神域として古来より島への上陸は差し控えられており、現在は忌宮神社の許可のない上陸は禁止されている。かつては島祭りが行われていたが2019年時点では行われなくなっている。2019年5月に忌宮神社が行った現地調査では、干珠島が鳥の営巣地となっていることが判明している。

## ギャラリー

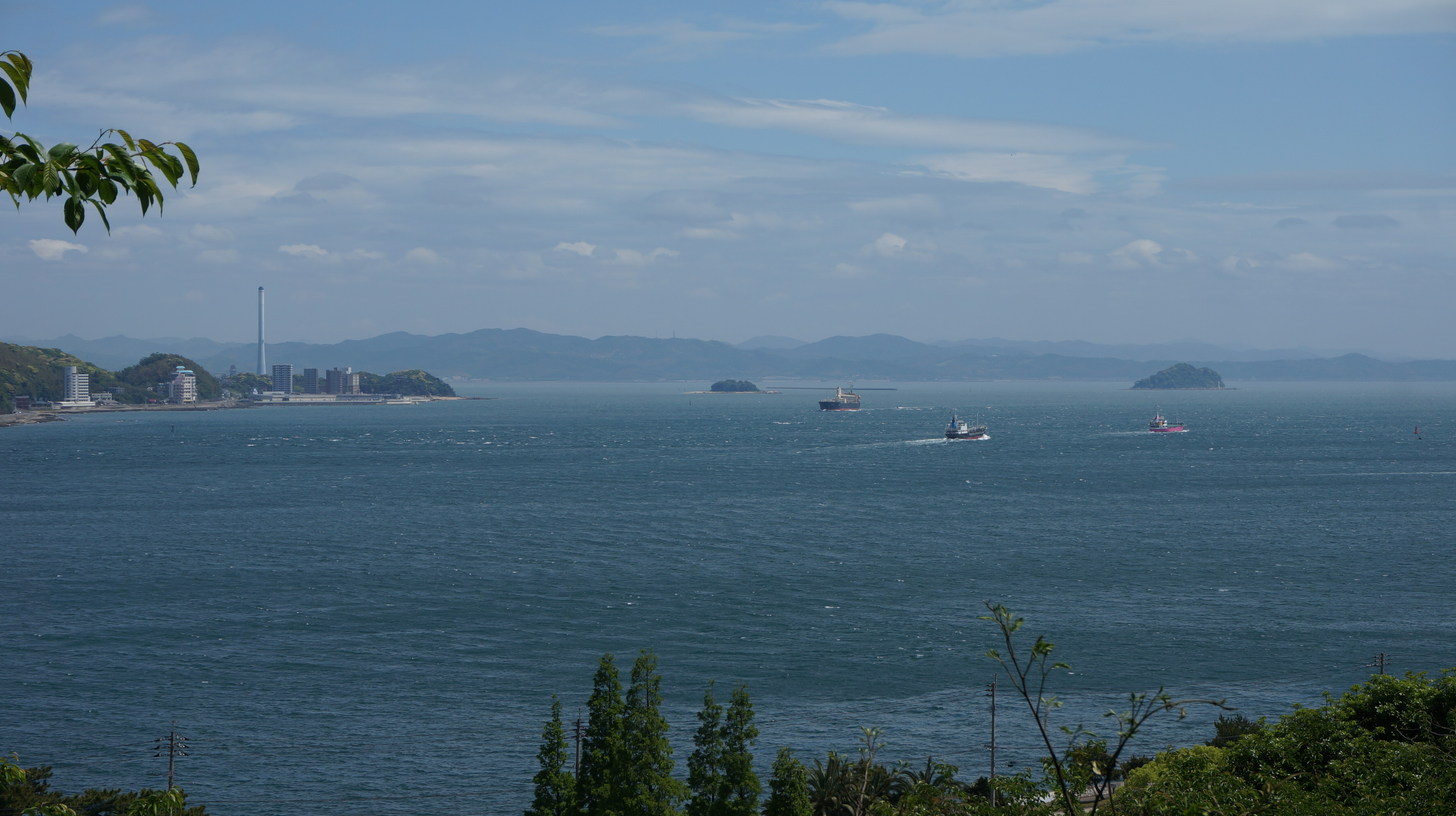
満珠島・干珠島（和布刈から北東の眺望）
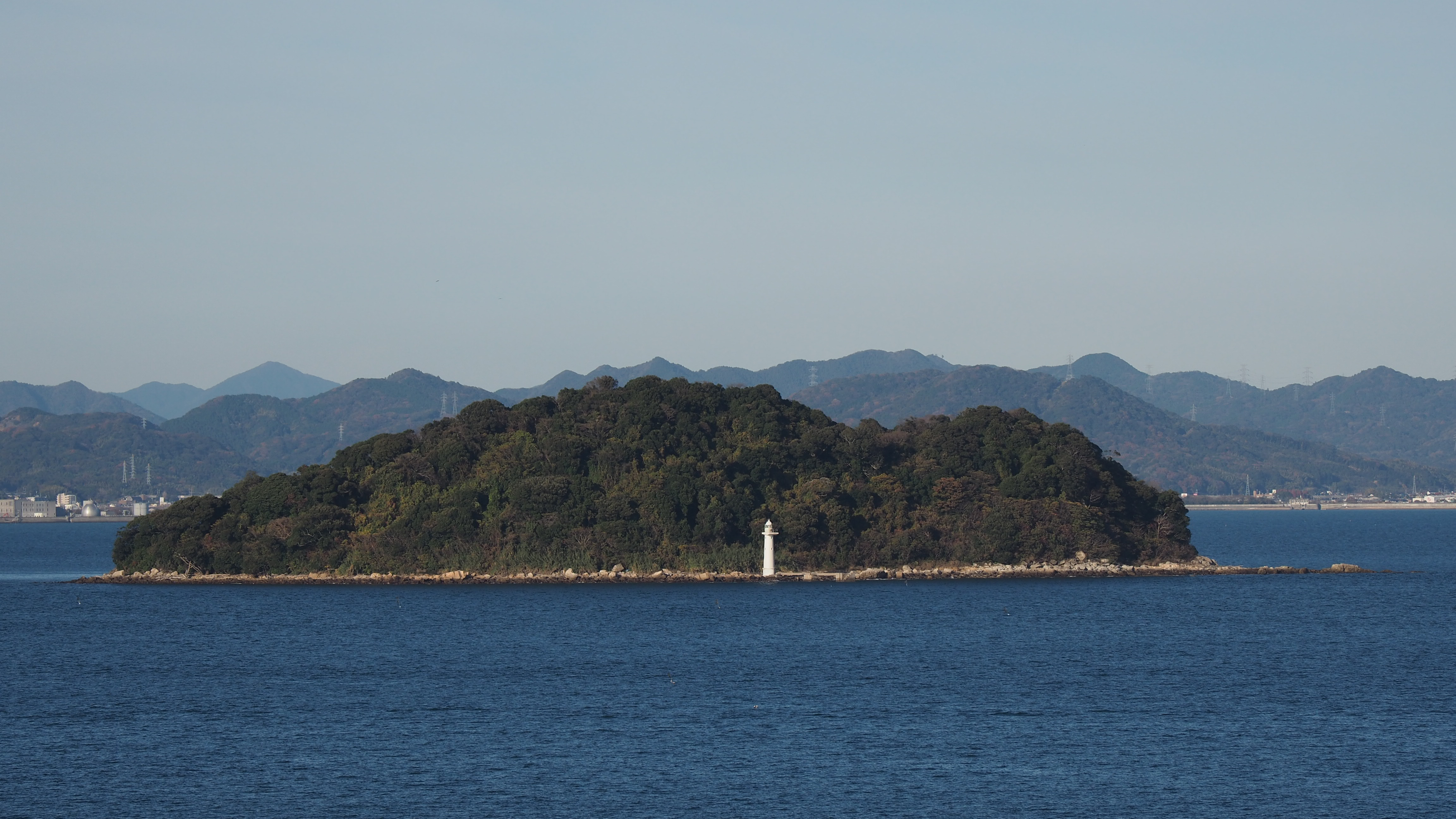
満珠島（沖の大きい島）。満珠島灯台は昭和9年初点。
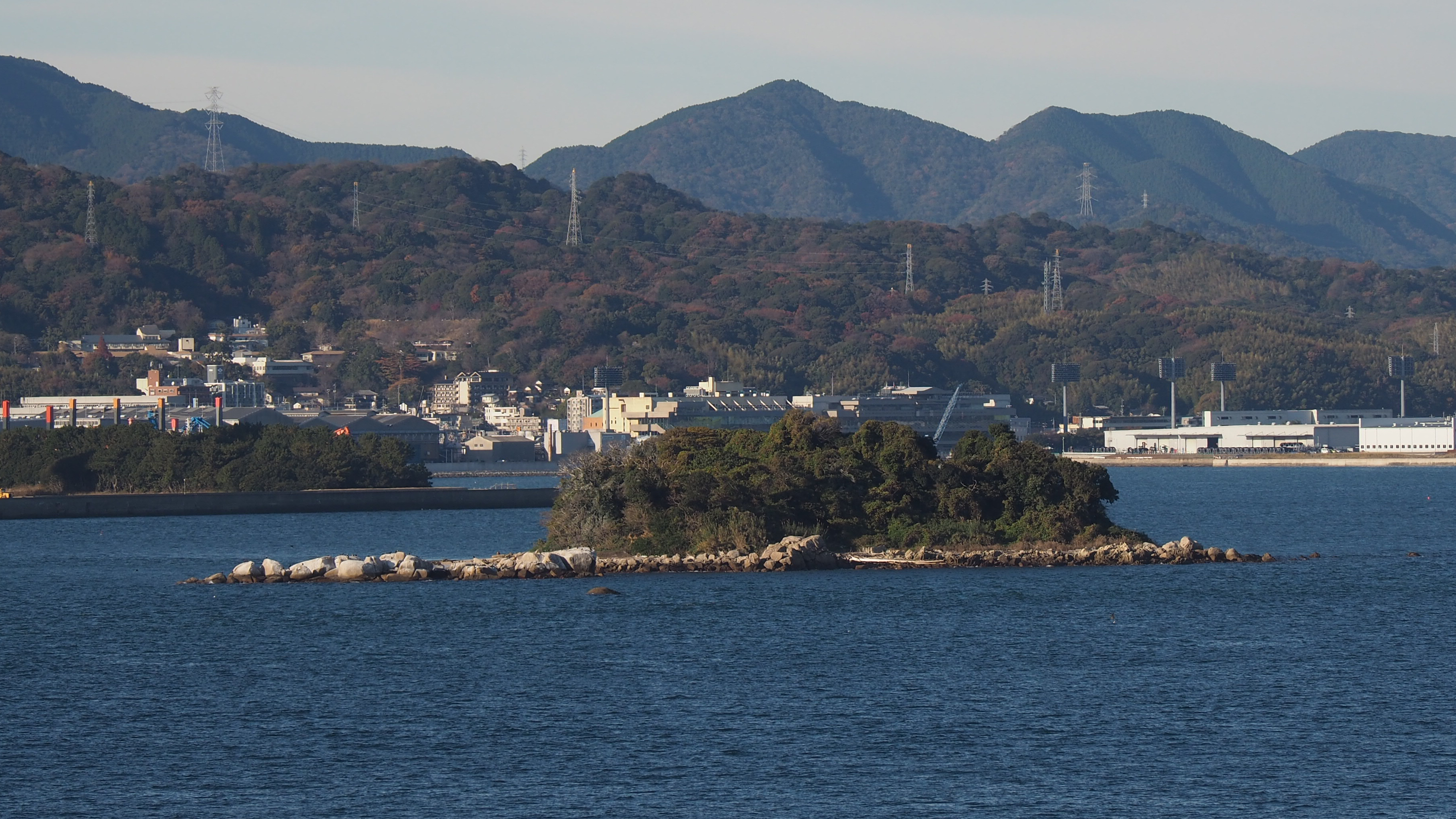
干珠島（岸に近い小さい島）